# گربه
گُربه (نام علمی: Felis catus)، یک گونهٔ اهلی گوشت‌خوار از پستانداران است که جثهٔ کوچکی دارد. گربه تنها گونهٔ اهلی در خانوادهٔ گربه‌ایان است؛ و برای تمایز آن از اعضای وحشی این خانواده، اغلب از آن به عنوان گربهٔ خانگی یاد می‌شود. گربه می‌تواند گربهٔ خانگی، گربهٔ مزرعه یا گربهٔ رمیده باشد؛ گربه‌های رمیده آزاد هستند و از تماس با انسان پرهیز می‌کنند. گربه‌های خانگی به‌دلیل همراهی و توانایی آن‌ها در شکار جوندگان برای انسان ارزشمند هستند. حدود ۶۰ نژاد گربه تاکنون به ثبت رسیده است.
گربه از نظر آناتومی شبیه سایر گونه‌های گربه‌سانان است. آن‌ها بدنی منعطف دارند و سریع واکنش نشان می‌دهند، دندان‌هایی تیز و پنجه‌هایی جمع‌شونده دارند که برای کشتن طعمه‌های کوچک کاربرد دارد. گربه‌ها توانایی دید در شب دارند و حس بویایی آن‌ها نیز به‌خوبی تکامل یافته است. ارتباطات گربه‌ها شامل صداسازی مانند میو، خُرخُر، صدای لرزش، خس‌خس، غرغر و همچنین زبان بدن مخصوص گربه است. گربه برای شکار بیش‌تر در هنگام سپیده‌دم و غروب (پگاه‌رو) فعال است که می‌تواند صداهای با بسامد بالاتر یا پایین‌تر برای گوش انسان را بشنود، مانند گوش‌های موش و دیگر پستانداران کوچک.
گربه‌های خانگی ماده می‌توانند از بهار تا پایان فصل پاییز بچه‌گربه داشته‌باشند، زایمان اغلب شامل دو تا پنج بچه‌گربه است. گربه‌های خانگی به منظور زاد و ولد پرورش داده می‌شوند و در رویدادهای مشخصی به نمایش گذاشته می‌شود، سرگرمی‌ای که تحت عنوان فانتزی گربه معروف است. عدم کنترل بر پرورش گربه‌های خانگی، ناموفق‌بودن برنامه‌های عقیم‌سازی در کاهش تعداد آن‌ها و همچنین رها کردن این حیوانات خانگی در طبیعت، سبب پدید آمدن تعداد زیادی گربهٔ خیابانی در سراسر جهان شده که این موضوع می‌تواند به کاهش جمعیت و انقراض گونه‌هایی از پرندگان، پستانداران و خزندگان منجر شود.
گربه‌ها ابتدا در حدود سالِ ۷٫۵۰۰ پیش از میلاد در خاور نزدیک اهلی شدند. مدت‌ها تصور می‌شد که اهلی‌کردن گربه در مصر باستان آغاز شده است، زیرا از حدود سال ۳٫۱۰۰ پیش از میلاد به گربه‌ها در مصر باستان احترام گذاشته می‌شد. تا سال ۲۰۲۱ میلادی، ۲۲۰ میلیون گربهٔ دارای صاحب و ۴۸۰ میلیون گربهٔ ولگرد در جهان وجود داشت. در سال ۲۰۱۷، گربهٔ خانگی با ۹۵ میلیون جمعیت، دومین حیوان خانگی محبوب در ایالات متحدهٔ آمریکا بود. در بریتانیا، ۲۶ درصد از بزرگسالان گربه دارند که جمعیت این گربه‌ها تا سال ۲۰۲۰ میلادی ۱۰٫۹ میلیون بوده است. در ایران نیز تخمین زده می‌شود که تعداد گربه‌ها بین ۱ تا ۲ میلیون عدد باشد.

## نام‌شناسی

### در زبان‌های ایرانی
گُربه در فارسی برگرفته از «گُربَک» در زبان پارسی میانه است. نام این حیوان در فارسی دری «پُشَک» یا «پِشَک» است و در زبان پشتو به آن «پیشو» می‌گویند. در لهجه‌های محلی نیز صورت‌های پیشی، مالی، نازو و پیچا و بامشی استفاده می‌شود.

### در زبان‌های دیگر
ریشهٔ واژهٔ 'Cat (به معنای گربه) در زبان انگلیسی، برگرفته از catt در انگلیسی باستان است که تصور می‌شود از cattus در لاتین پسین گرفته شده‌باشد.
همچنین عقیده بر این است که 'cattus' از واژهٔ ϣⲁⲩ šau در زبان قبطی مشتق شده و "tomcat"، یا صورت مؤنث آن با پسوندساز -t است. واژهٔ لاتین ذکرشده، ممکن است از دیگر زبان‌های آفروآسیایی یا زبان‌های نیلوصحرایی گرفته شده‌باشد. واژهٔ kaddîska (به‌معنای گربهٔ وحشی) در زبان نوبی و kadīs در زبان نوبین، سرچشمه‌های احتمالی یا مرتبط هستند. واژهٔ نوبی می‌تواند وام‌واژه‌ای از قَطّ یا قِطّ در زبان عربی باشد. به احتمال زیاد این صورت‌ها از یک کلمهٔ ژرمنی باستان نشأت گرفته است که به لاتین و از آن‌جا به یونانی و سپس به سریانی و عربی وارد شده است. همچنین ممکن است که این واژه از زبان‌های اروپای شمالی و ژرمنی مشتق شده‌باشد که خود این زبان‌ها آن را به‌صورت وام‌واژه از زبان‌های اورالی گرفته‌باشند؛ این واژه در زبان سامی شمالی gáđfi، و در مجاری hölgy, "stoat" است که هر دو برگرفته از *käďwä در زبان نیااورالی هستند.
واژهٔ انگلیسی puss که به صورت‌های pussy و pussycat نیز ادامه پیدا کرده، از سدهٔ شانزدهم میلادی وجود داشته و احتمالاً از poes در هلندی اخذ شده که آن نیز از puuskatte در آلمانی سفلی گرفته شده و با kattepus در سوئدی، یا pus و pusekatt در نروژی مرتبط است. صورت‌های مشابهی از این واژه در زبان لیتوانیایی (puižė) و ایرلندی (puisín یا puiscín) وجود دارد. ریشه‌شناسی این واژه نامشخص است، اما ممکن است صرفاً نام‌آوایی برای صدا زدن گربه و جلب توجه او بوده باشد.

## طبقه‌بندی
کارل لینه در سال ۱۷۵۸ میلادی نام علمی Felis catus را برای طبقه‌بندی گربهٔ خانگی به کار برد. Felis catus domesticus در سال ۱۷۷۷ توسط یوهان کریستیان پلیکارپ ارکسلبن پیشنهاد شد. Felis daemon توسط کنستانتین ساتونین در سال ۱۹۰۴ پیشنهاد شد که گربهٔ سیاهی در قفقاز جنوبی بود که بعداً به‌عنوان یک گربهٔ خانگی شناخته شد.
در سال ۲۰۰۳ کمیسیون بین‌المللی نام‌گذاری جانوری تصویب کرد که گربهٔ خانگی یک گونهٔ متمایز با نام Felis catus است. در سال ۲۰۰۷، در پی تحقیقات تبارزایی، گربهٔ خانگی تحت عنوان F. silvestris catus زیرگونه‌ای از گربه‌وحشی اروپایی (F. silvestris) در نظر گرفته‌شد. در سال ۲۰۱۷ اتحادیهٔ بین‌المللی حفاظت از طبیعت پس از پیشنهاد قوانین جهانی نام‌گذاری برای جانوران، گربهٔ خانگی را به‌عنوان گونه‌ای متمایز و تحت عنوان Felis catus در نظر گرفت.

## فرگشت

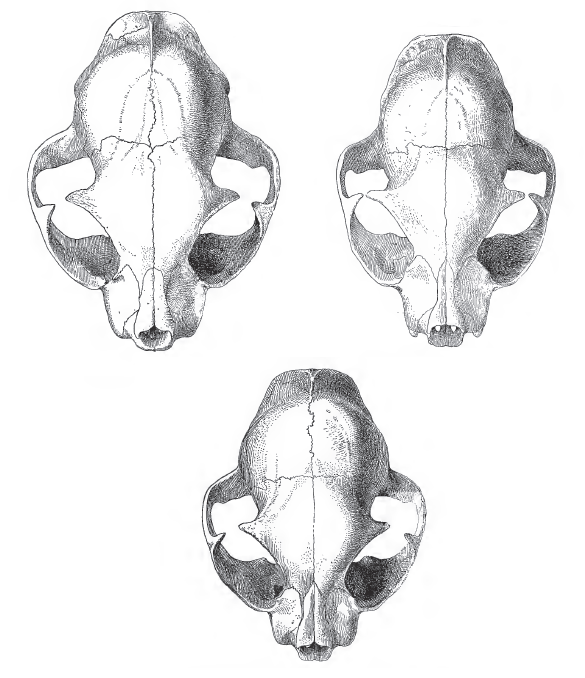
جمجمه‌های گربهٔ وحشی (بالا سمت چپ)، گربهٔ خانگی (بالا سمت راست) و ترکیبی بین این دو (پایین).

گربهٔ خانگی یکی از اعضای خانوادهٔ گربه‌ایان است که نسبی مشترک در حدود ۱۰–۱۵ میلیون سال پیش دارند. سردهٔ گربه‌ها در حدود ۶–۷ میلیون سال پیش از گربه‌ایان منشعب شد. نتایج تحقیقات فیلوژنتیک تأیید می‌کند که گونه‌های گربه‌های وحشی از طریق گونه‌زایی هم‌بوم یا زایمان پاراپاتریک تکامل یافتند، در حالی که گربهٔ اهلی از راه زادگیری گزینشی به فرگشت رسیده است. گربهٔ اهلی و نزدیک‌ترین جد وحشی آن، هر دو ۳۸ کروموزوم و تقریباً ۲۰٬۰۰۰ ژن دارند. گربهٔ پلنگی (Prionailurus bengalensis) در حدود سال ۵۵۰۰ پیش از میلاد به‌طور مستقل در چین اهلی شد. این خط از گربه‌های «تا حدی اهلی»، هیچ اثری در جمعیت گربه‌های خانگی امروزی ندارند.

### اهلی‌کردن

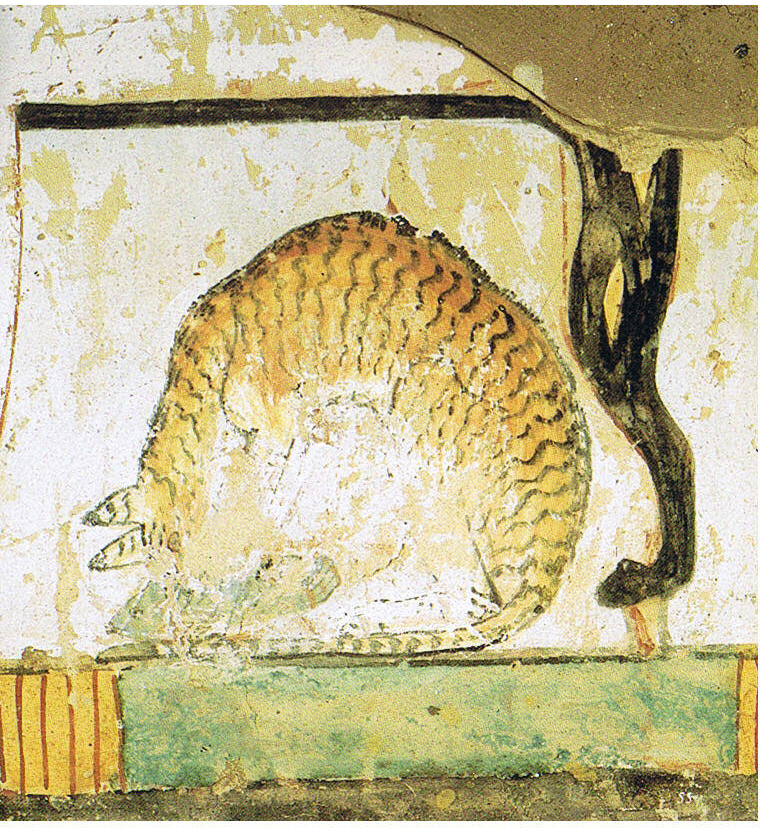
گربه‌ای در حال خوردن یک ماهی در زیر صندلی؛ نقاشی دیواری در مقبره‌ای مصری متعلق به سدهٔ ۱۵ پیش از میلاد

اولین نشانهٔ شناخته‌شده در مورد اهلی‌کردن یک گربه‌وحشی آفریقایی (F. lybica) به کاوش‌هایی در نزدیکی گور یک انسان مربوط به دوران نوسنگی در شیلوروکامبوس در جنوب قبرس بازمی‌گردد که تاریخ آن مربوط به حدود ۷۵۰۰–۷۲۰۰ پیش از میلاد است. از آن‌جا که هیچ شواهدی مبنی بر وجود زیاگان پستاندار بومی در قبرس وجود ندارد، به احتمال زیاد ساکنان این روستای نوسنگی، گربه و سایر پستانداران وحشی را از سرزمین اصلی خاورمیانه به جزیره آورده‌اند. احتمالاً کشاورزان خاور نزدیک نخستین کسانی بوده‌اند که گربه را در حدود ۹ هزار سال پیش اهلی کرده‌اند. به نظر می‌رسد که چون دانه‌ها و غلات کشت‌شده در مزارع ساخت انسان، موش‌های خانگی (Mus musculus) را به سمت خود جلب می‌کردند، گربه‌ها به مزرعه‌های انسان‌ها نزدیک شدند. به این ترتیب، هدف رابطهٔ انسان و گربه، همسفرگی بوده و باعث همزیستی این دو موجود شده است. گربه‌های وحشی مصر بعداً به خزانهٔ ژنی گربهٔ اهلی کمک کردند.
کهن‌ترین شواهد شناخته‌شده در مورد گربه‌های خانگی، در یونان مربوط به حدود سال ۱۲۰۰ پیش از میلاد است. تاجران یونانی، فنیقی‌ها، کارتاژی‌ها، و تمدن اتروسک گربه‌های اهلی را به جنوب اروپا معرفی کردند. در دورهٔ امپراتوری روم، پیش از آغاز هزارهٔ یکم، آن‌ها گربهٔ اهلی را به جزیرهٔ کرس و ساردینیا معرفی کردند.
در سدهٔ پنجم پیش از میلاد، گربه‌های خانگی حیوانات آشنا در اطراف شهرک‌های مگنا گراسیا و اتروریا بودند.
در پایان امپراتوری روم در سدهٔ پنجم، گربه‌های خانگی مصری به بندری در دریای بالتیک در شمال آلمان رسیده بودند.
در حین فرایند اهلی‌کردن، گربه‌ها تنها در آناتومی و رفتار خود تغییراتی جزئی را تجربه کردند و هنوز هم قادر به زندگی در طبیعت هستند. چندین رفتار طبیعی و ویژگی‌های گربه‌های وحشی ممکن است آن‌ها را برای اهلی کردن به عنوان حیوانات خانگی پیش سازگار کرده‌باشد. این ویژگی‌ها شامل اندازهٔ کوچک آن‌ها، ماهیت اجتماعی، زبان بدن واضح، عشق به بازی و هوش نسبتاً بالا است. پلنگچه‌های اسیر نیز ممکن است رفتار محبت‌آمیزی با انسان نشان دهند، اما اهلی نشده‌اند. گربه‌های خانگی اغلب با گربه‌های وحشی جفت می‌شوند و گربه‌های دوگانه‌ای مانند گربهٔ Kellas در اسکاتلند را به وجود می‌آورند. جفت‌گیری میان گونه‌های اهلی و دیگر گونه‌های گربه‌ایان نیز امکان‌پذیر است. گسترش نژادهای گربه در اواسط سدهٔ ۱۹ میلادی آغاز شد. تجزیه و تحلیل ژنوم گربهٔ اهلی نشان داد که ژنوم گربهٔ وحشی اجدادی به‌طور قابل توجهی در روند اهلی شدن تغییر کرده است، زیرا جهش‌های خاصی برای گسترش نژادهای گربه انتخاب شده است. اکثر نژادهای گربه‌های اهلی، به‌طور تصادفی ساخته شده‌اند. تنوع ژنتیکی این نژادها در مناطق مختلف، متفاوت است و در جمعیت‌های اصیل، که بیش از ۲۰ اختلال ژنتیکی مضر را نشان می‌دهد، کمترین است.

## اندام‌شناسی

کالبدشناسی گربهٔ نر

### اندازه
گربهٔ خانگی جمجمه‌ای کوچک‌تر و استخوان‌های کوتاه‌تری نسبت به گربه‌وحشی اروپایی دارد. به‌طور متوسط طول سر تا بدن ۴۶ سانتیمتر (۱۸ اینچ) و ارتفاع آن ۲۳–۲۵ سانتیمتر (۹–۱۰ اینچ) و دم آن حدود ۳۰ سانتیمتر (۱۲ اینچ) است. نرها طویل‌تر از ماده‌ها هستند. گربه‌های خانگی بالغ معمولاً بین ۴ و ۵ کیلوگرم (۹ و ۱۱ پوند) وزن دارند.

### استخوان‌بندی
گربه‌ها مانند بیش‌تر پستانداران دارای ۷ مهرهٔ گردنی، ۱۳ مهرهٔ سینه‌ای، (انسان دارای ۱۲ مهرهٔ سینه‌ای است)، ۷ مهرهٔ کمری (انسان دارای ۵ مهرهٔ کمری است) و ۳ مهرهٔ خاجی است. گربه‌ها همچنین دارای تعداد متغیری مهره دُمی در دُم خود هستند. (انسان دارای ۳ تا ۵ مهرهٔ دمی وستیجیال است که در ناحیهٔ دنبالچه به یکدیگر متصل شده‌اند) تعداد بیشتر مهره‌ها در کمر و سینهٔ گربه در مقایسه با انسان باعث انعطاف‌پذیری و تحرک بیشتر این حیوان می‌شود. گربه از مهره‌های انتهایی دم برای حفظ تعادل در حرکات سریع استفاده می‌کند. برخلاف انسان، استخوان‌های ترقوه گربه، معلق و دارای توانایی جابجایی هستند؛ بنابراین گربه می‌تواند از هر مجرایی که سرش از آن بگذرد، عبور کند.

### جمجمه

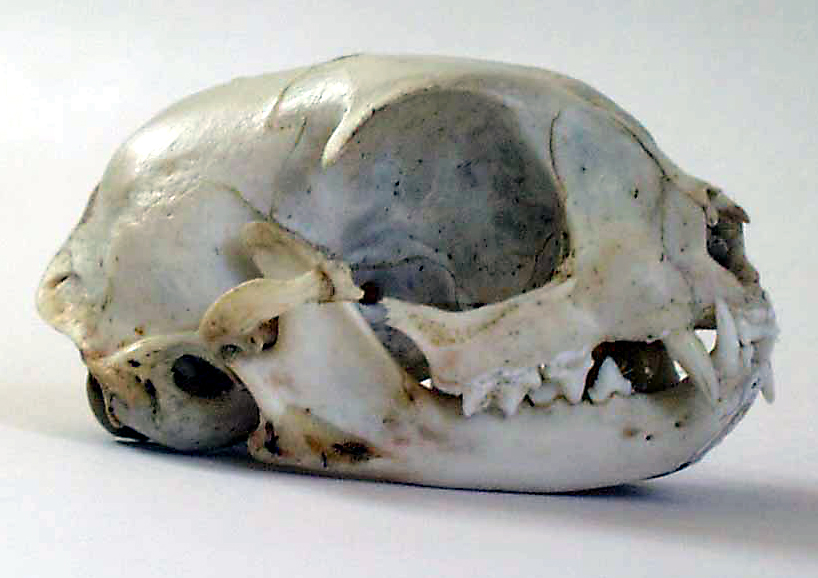
جمجمهٔ گربه

جمجمهٔ گربه در بین پستانداران از نظر داشتن کاسهٔ چشم بسیار بزرگ و فک تخصصی قدرتمند غیر معمول است. در فک، گربه‌ها دارای دندان‌هایی هستند که برای کشتن طعمه و پاره‌کردن گوشت مناسب‌اند. وقتی گربه بر طعمهٔ خود غلبه می‌کند، دندان نیش کشنده و دو دندان نیش بلند خود را بین دو مهرهٔ طعمه قرار می‌دهد و طناب نخاعی طعمه را قطع می‌کند و باعث فلج کامل و مرگ برگشت‌ناپذیر طعمه می‌شود.

### پنجه‌ها

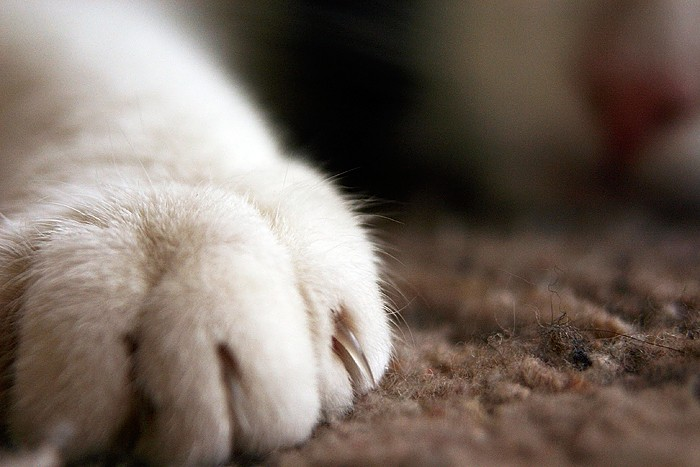
پنجهٔ گربه

گربه‌ها دارای پنجه‌هایی منعطف و جمع‌شونده هستند. در حالت طبیعی و آرام، پنجه‌ها با پوست و خز پوشیده شده و به صورت پنجه هستند. این توانایی باعث می‌شود تا پنجه‌های حیوان تیز بماند و از سایش به زمین و ایجاد صدا در موقع شکار جلوگیری شود. پنجه‌های پاهای جلویی گربه همیشه از پنجه‌های عقبی تیزترند. اما گربه‌ها می‌توانند با ارادهٔ کامل پنجه‌های هر کدام از پاهایشان را باز کنند. آن‌ها از پنجه‌های خود برای دفاع، شکار، بالارفتن از سطوح، پاره‌کردن یا کشیدن اجسامی که دارای پوسته‌ای نرم هستند استفاده می‌کنند. گیرکردن پنجهٔ گربه در سطوحی مانند فرش، موکت یا پارچه‌های کلفت در صورتی که گربه قادر به آزاد کردن خود نباشد می‌تواند موجب آسیب دیدن حیوان شود.
بیش‌تر گربه‌ها دارای پنج چنگال بر روی پنجه‌های جلوی و چهار یا پنج چنگال بر روی پنجههای عقب هستند. این به دلیل یک جهش ژنتیکی کهن است اما با این حال گربه‌های خانگی از تعداد چنگال‌های بیش‌تری برخوردارند.

### دست و پا
گربه‌ها جانورانی پنجه‌رو هستند. این حیوان دقیقاً بر روی پنجه‌های خود حرکت می‌کند. گربه‌ایان می‌توانند خیلی بادقت و با کمترین صدا حرکت کنند. گربه می‌تواند در هنگام قدم برداشتن، پنجه‌های عقبی خود را دقیقاً بر روی مکان پنجه‌های جلویی قرار دهد. این توانایی نه‌تنها به حرکت بی‌صدای حیوان کمک می‌کند بلکه همیشه از جای پاهای عقبی خود مطمئن است. این توانایی مخصوصاً در زمین‌های ناهموار برای حیوان مفید است.

### تعادل
بیشتر نژادهای گربه علاقهٔ زیادی به نشستن در مکان‌های مرتفع دارند. یک مکان بلندتر نسبت به سطح زمین ممکن است به‌عنوان مکانی برای کمین کردن جهت شکار استفاده شود. توضیح احتمالی این رفتار این است که ارتفاع، به گربه نقطهٔ مشاهدهٔ بهتری می‌دهد و به او اجازه می‌دهد قلمرو خود را بررسی کند. گربه‌ای که از ارتفاع ۳ متر (۹٫۸ فوت) می‌افتد، می‌تواند خود را راست کرده و روی پنجه‌های خود فرود بیاید.
در هنگام سقوط از یک مکان مرتفع، گربه به‌صورت منعطف، بدن خود را می‌پیچاند و با استفاده از حس تعادل و انعطاف‌پذیری، خود را مجبور می‌کند روی پاهایش فرود بیاید. اگر گربه زمان کافی برای انجام این کار داشته‌باشد، همیشه به همان صورت فرود می‌آید، که این امر در فرودهای با ارتفاع ۹۰ سانتیمتر (۲ فوت ۱۱ اینچ) یا بیش‌تر اتفاق می‌افتد.

## حواس

### بینایی

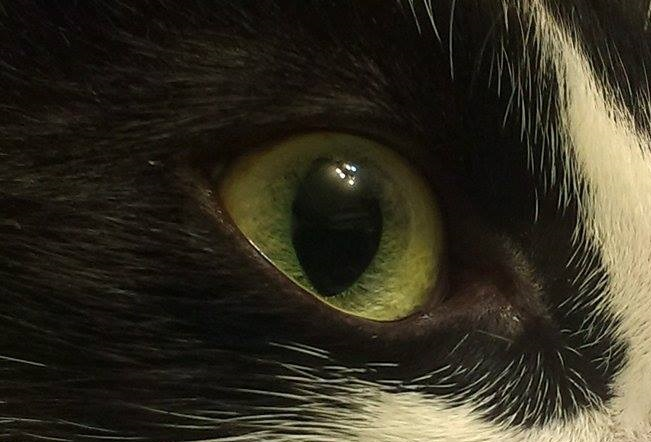
چشم یک گربه در تاریکی

گربه‌ها توانایی دید در شب بسیار خوبی دارد و می‌توانند در شدت نوری معادل یک ششم نور مورد نیاز برای بینایی چشم انسان، اطراف خود را مشاهده کنند. این امر به دلیل وجود پردهٔ درخشان در چشم گربه است که هرگونه نوری که از شبکیه عبور می‌کند را به درون بازتاب می‌دهد، در نتیجه، حساسیت چشم را نسبت به نور کم افزایش می‌دهد. گربهٔ خانگی دارای مردمکی است که به آن اجازه می‌دهد نور روشن را بدون ابیراهی رنگی متمرکز کند. در نور کم، مردمک‌های گربه منبسط می‌شوند و بیش‌تر سطح در معرض دید چشم‌هایش را می‌پوشانند. با این حال، گربهٔ خانگی دید رنگی ضعیفی دارد و فقط دو نوع یاختهٔ مخروطی دارد که برای حساسیت به آبی و سبز مایل به زرد بهینه شده‌اند. توانایی چشم گربه برای تشخیص بین قرمز و سبز محدود است.

### شنوایی

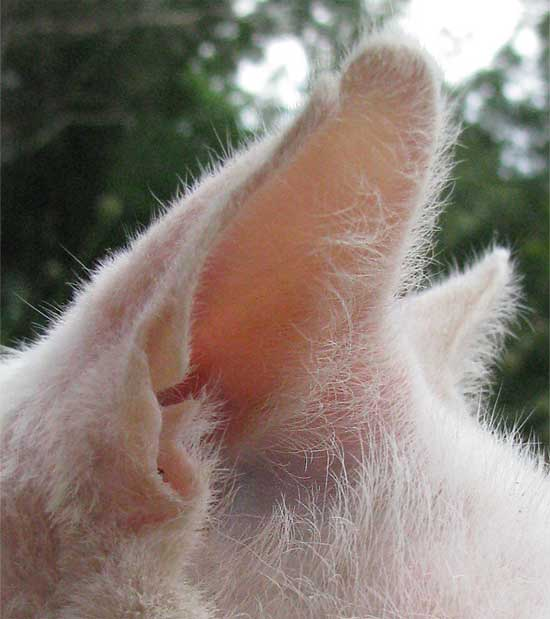
گوش‌های یک گربه

شنوایی گربهٔ خانگی در محدودهٔ ۵۰۰ هرتز تا ۳۲ کیلوهرتز است. این می‌تواند طیف بسیار گسترده‌ای از فرکانس‌های مختلف از ۵۵ هرتز تا ۷۹٫۰۰۰ هرتز را تشخیص دهد. گربه می‌تواند محدودهٔ ۱۰٫۵ اکتاو را بشنود، در حالی که انسان و سگ می‌توانند محدوده‌ای در حدود ۹ اکتاو را بشنوند.
گوش‌های متحرک بیرونی گربه و لالهٔ گوش آن به حیوان اجازه می‌دهند تا یک شنوایی کنترل‌شده داشته‌باشد و محل دقیق صداها را تشخیص دهد. گربه توانایی تشخیص فراصوت را دارد و این امر به او امکان می‌دهد تا در هنگام شکار، صداهای تولیدشده توسط جوندگان را بشنود.

### بویایی

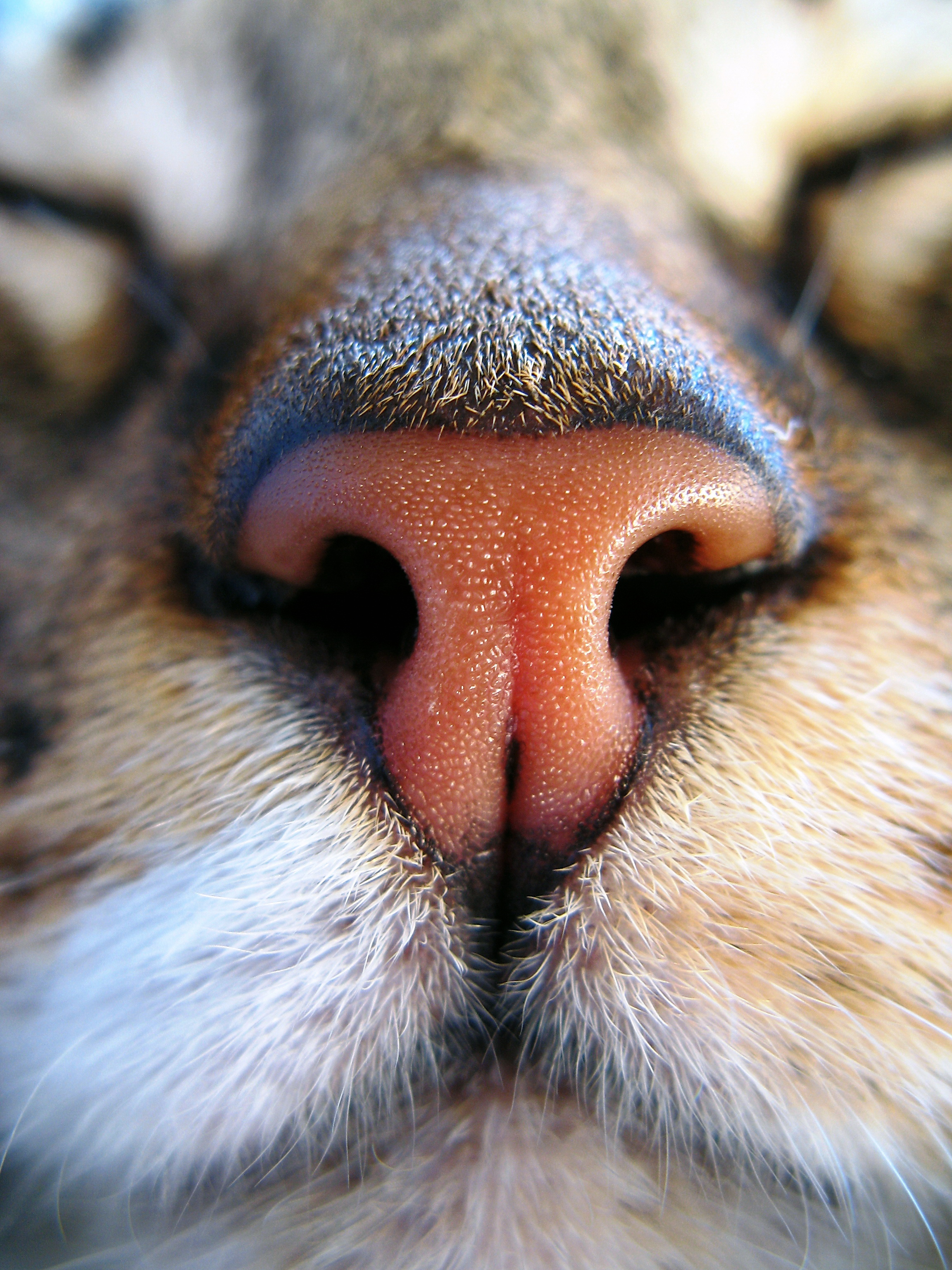
بینی یک گربه

حس بویایی در گربه‌ها بسیار قوی است و دلیلش وجود پیاز بویایی خوب توسعه‌یافته و سطح وسیعی از مخاط بویایی به اندازهٔ حدود ۵٫۸ سانتی‌متر مربع (۲۹⁄۳۲ اینچ مربع) است که تقریباً دو برابر انسان است. گربه‌ها همچون بسیاری از حیوانات دیگر دارای اندام ژاکوبسون در دهان خود هستند که در هنگام واکنش فلیمن استفاده می‌شود. این اندام به آن‌ها اجازه می‌دهد بوهای خاصی را استشمام کنند که انسان نمی‌تواند. گربه‌ها به فرمون‌هایی مانند ۳-مرکپتو-۳-متیل بوتان-۱-ال حساس هستند که از آن‌ها برای برقراری ارتباط از طریق ادرار کردن و علامت‌گذاری با غدد معطر استفاده می‌کنند. بسیاری از گربه‌ها نیز به گیاهانی که حاوی نپتالاکتون هستند، به‌ویژه نعنای گربه‌ای، واکنش شدیدی نشان می‌دهند، حدود ۷۰ تا ۸۰ درصد از گربه‌ها تحت تأثیر نپتالاکتون هستند. این واکنش همچنین توسط گیاهان دیگری مانند انگور نقره‌ای (اکتینیدیا پلی‌گاما) و گیاه سنبل‌الطیب تولید می‌شود. ممکن است در اثر بوییدن این گیاهان، رفتارهای اجتماعی یا جنسی در گربه‌ها ایجاد شود.

### چشایی
گربه‌ها نسبت به انسان جوانه‌های چشایی نسبتاً کمی دارند (۴۷۰ یا بیش‌تر در مقابل بیش از ۹٫۰۰۰ در زبان انسان). گربه‌های اهلی و وحشی جهش ژنی گیرندهٔ چشایی مشترکی دارند که باعث می‌شود جوانه‌های چشایی شیرین آن‌ها به مولکول‌های قندی متصل نشوند و آن‌ها توانایی چشیدن مزهٔ شیرین را ندارند. در عوض، جوانه‌های چشایی آن‌ها به اسیدها، اسیدهای آمینه‌ای مانند پروتئین و طعم تلخ پاسخ می‌دهند. همچنین گربه‌ها در قیاس با انسان، درجهٔ حرارت متمایزی را برای غذای خود ترجیح می‌دهند، غذای با درجهٔ حرارت حدود ۳۸ درجه سلسیوس (۱۰۰ درجه فارنهایت) را ترجیح می‌دهند که شبیه دمای بدن یک جانور شکارشدهٔ تازه است و به‌طور معمول غذای سرد یا یخچالی را رد می‌کنند (که به گربه نشان می‌دهد «طعمه» مدت‌هاست مرده و بنابراین احتمالاً فاسد گشته یا مردار است).

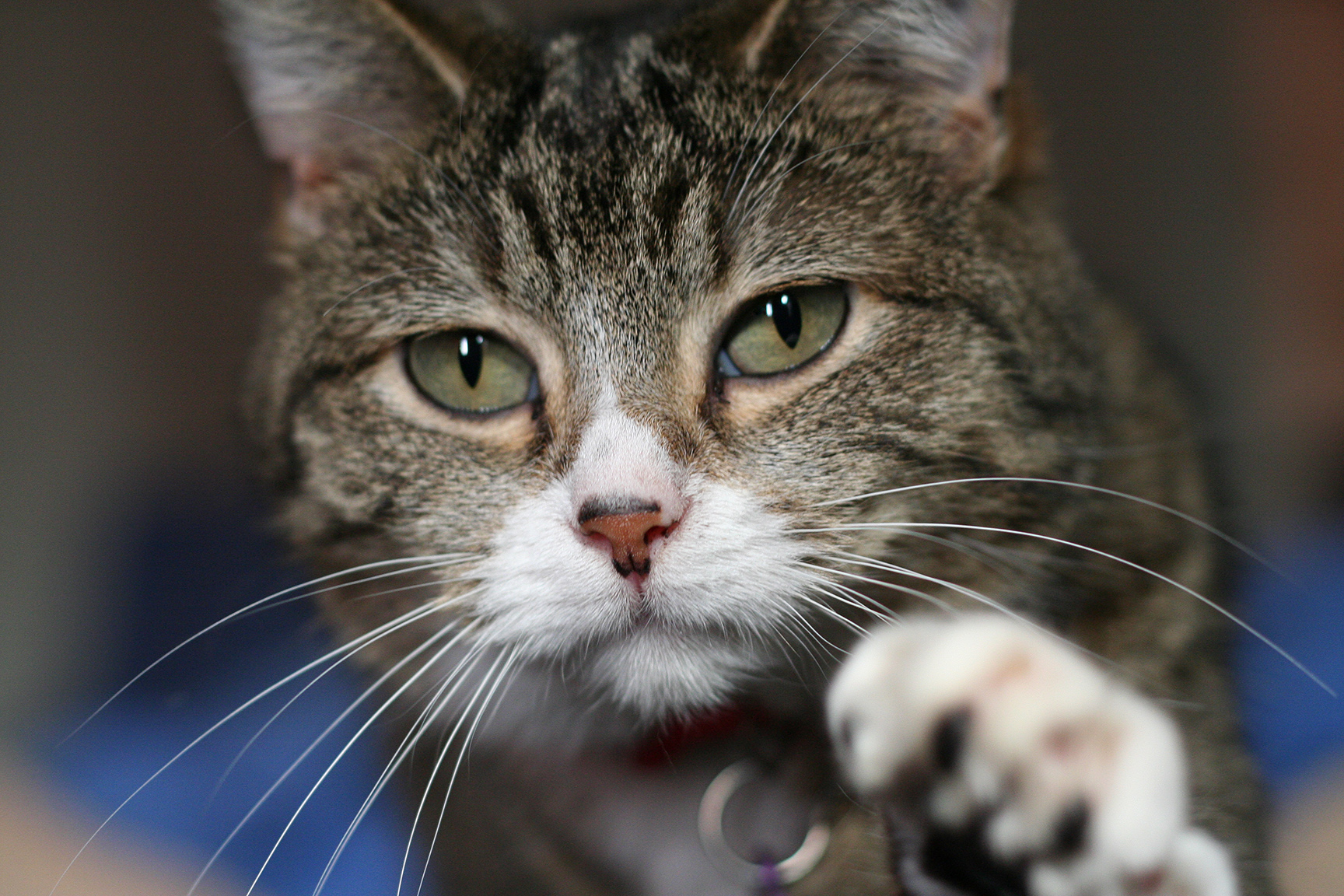
سبیل گربه نسبت به لمس بسیار حساس است.

### سبیل
برای کمک به حرکت و احساس، گربه‌ها ده‌ها سبیل متحرک را بر روی بدن، به ویژه صورت خود دارند. این سبیل‌ها اطلاعاتی در مورد عرض شکاف‌ها و موقعیت اجسام در تاریکی ارائه می‌دهند، هم با لمس مستقیم اجسام و هم با تشخیص جریان هوا.

## رفتار

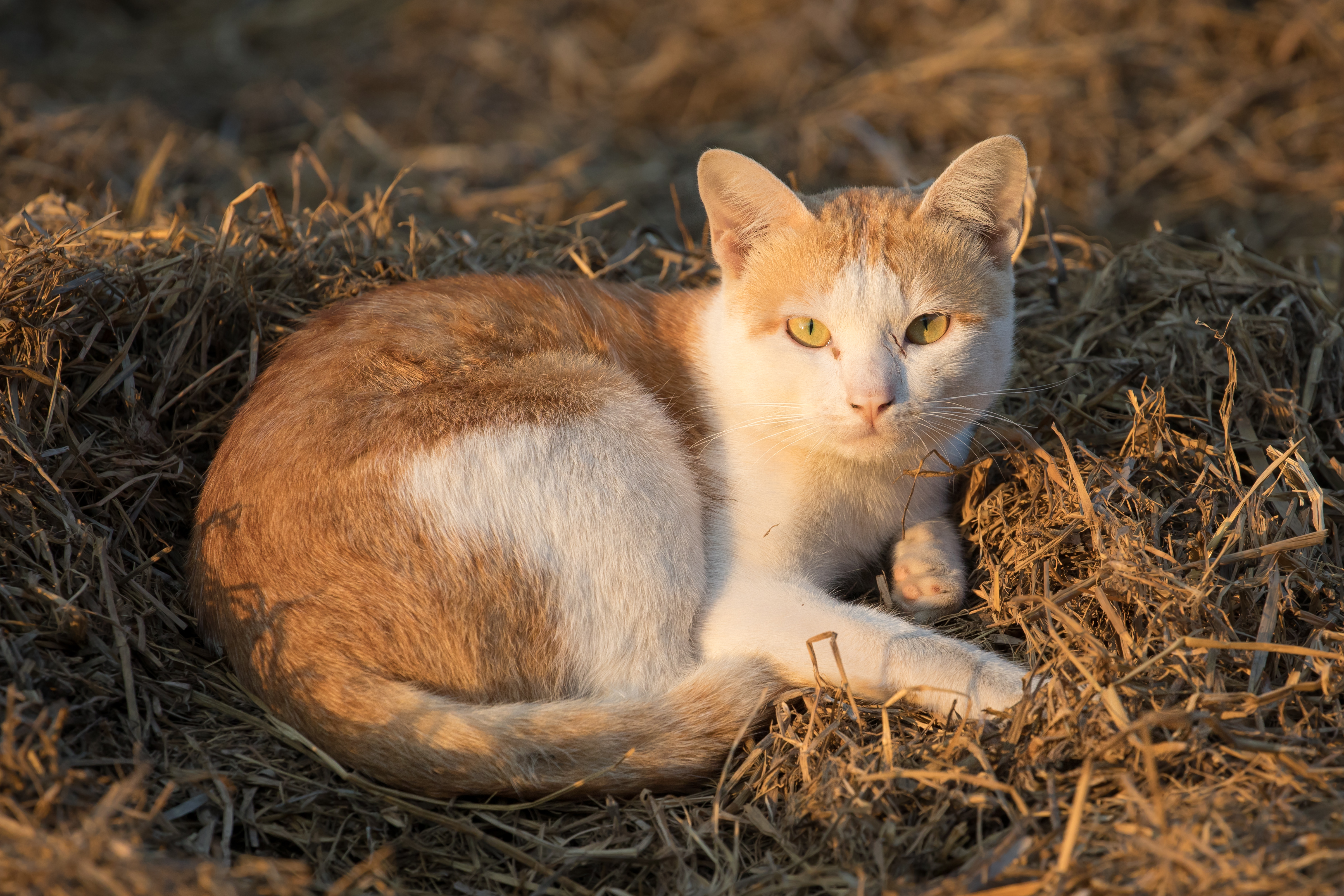
گربه‌ای بر روی کاه دراز کشیده است.

گربه‌های بیرون از خانه، هم روز و هم شب فعال هستند، اگرچه شب‌ها کمی فعال‌ترند. گربه‌های خانگی بیش‌تر زمان خود را در مجاورت خانهٔ خود می‌گذرانند، اما می‌توانند صدها متر از این نقطهٔ مرکزی فاصله داشته‌باشند. در یک پژوهش، آن‌ها از ۷ تا ۲۸ هکتار (۱۷–۶۹ جریب فرنگی) قلمروهایی ایجاد کردند که از نظر اندازه متفاوت بودند. زمان فعالیت گربه‌ها بسیار انعطاف‌پذیر و متنوع است، به این معنی که گربه‌های خانگی ممکن است صبح و عصر فعال‌تر باشند، که دلیلش فعالیت بیش‌تر انسان‌ها در این زمان است و این برهم‌کنش باعث می‌شود تا گربه‌ها در این زمان‌ها فعال‌تر شوند.
گربه‌ها در مقایسه با بسیاری از حیوانات، زمان بیش‌تری را می‌خوابند، و هرچه سن آن‌ها بیش‌تر شود، مدت خواب آن‌ها نیز افزایش می‌یابد. مدت زمان خواب روزانه متفاوت است، معمولاً بین ۱۲ تا ۱۶ ساعت، یا به‌طور میانگین ۱۳ تا ۱۴ ساعت. برخی از گربه‌ها می‌توانند تا ۲۰ ساعت نیز بخوابند. اصطلاح «چُرت گربه‌ای» به‌معنای یک استراحت کوتاه، به تمایل گربه برای خواب سبک به مدت کوتاه اشاره دارد. گربه‌ها در خواب، دوره‌های کوتاهی از حرکت سریع چشم را تجربه می‌کنند که اغلب با انقباض عضلات همراه است و نشان می‌دهد که آن‌ها در حال خواب‌دیدن هستند.

### درگیری

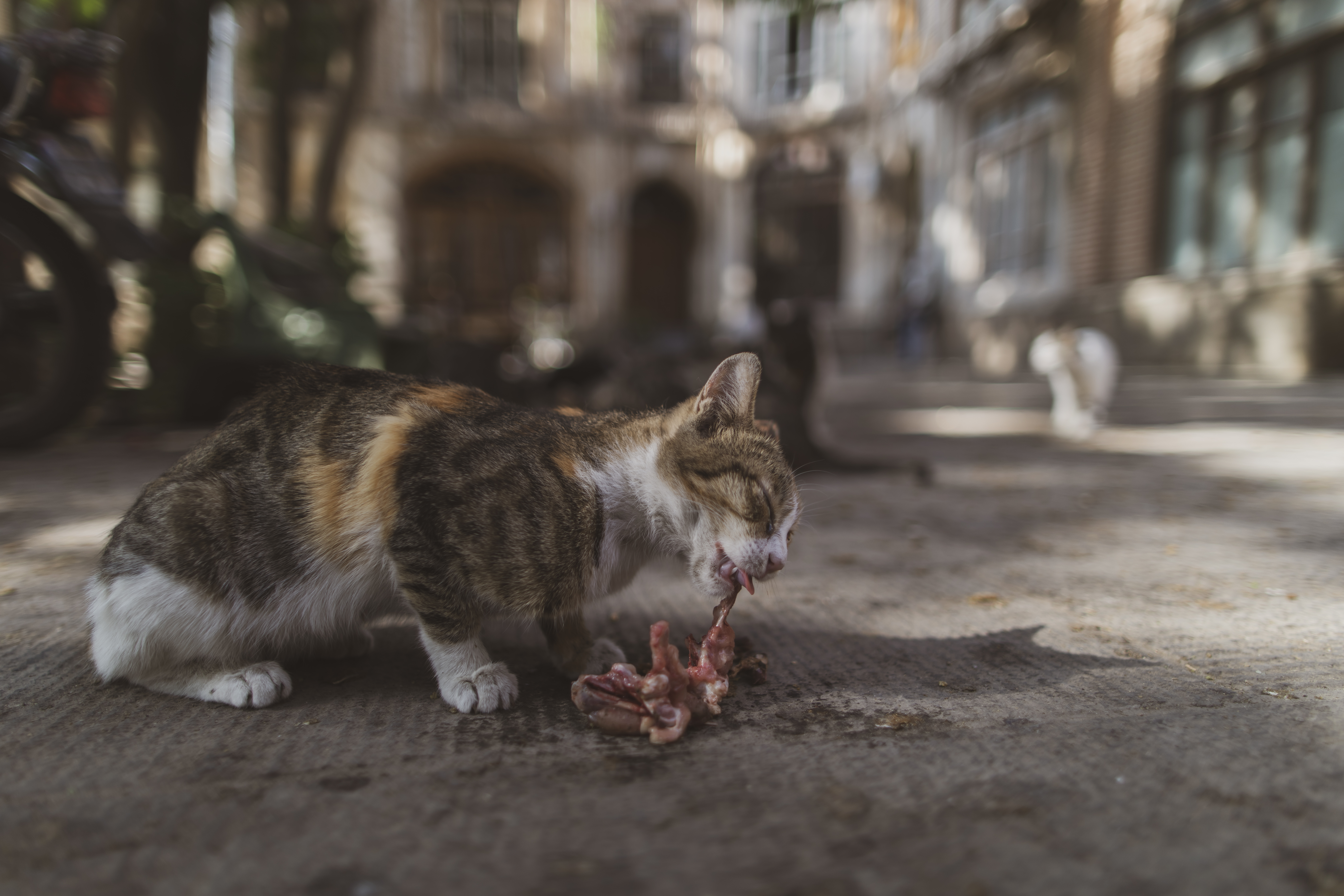
غذا خوردن یک گربه در بازار تبریز

در زمان درگیری گربه، که می‌تواند به خاطر دفاع از خود یا قلمرو، همانندزایی یا افزایش نفوذ باشد گربه با بلند کردن موهای پشت خود و خم کردن آن به سمت بالا، بزرگ‌تر به نظر رسیده و در نتیجه خود را با ابهت‌تر و خطرناک‌تر نشان می‌دهد. گربه این رفتار را در هنگام بازی نیز ابراز می‌کند. درگیری گربه‌ها معمولاً شامل چنگ انداختن به بدن و صورت حریف و گاز گرفتن است. با این حال در این درگیری‌ها به ندرت آسیب جدی به طرفین می‌رسد. معمولاً گربه مغلوب که زخم‌های بیشتری بر روی صورت یا گوش خود دارد از مهلکه می‌گریزد. در برخی موارد گربه‌ها با انداختن خود روی زمین امکان ضربه زدن با پاهای عقب که قوی‌تر هستند را برای خود فراهم می‌کنند. همان‌طور که گفته شد زخم‌های ناشی از درگیری به ندرت کشنده هستند. اما با این حال عفونت در این زخم‌ها اگر بدون مراقبت رها شود می‌تواند کشنده باشد. 

گربه‌ها در هنگام درگیری خود را بزرگ‌تر جلوه می‌دهند.

از نظر جنسیت، گربه نر معمولاً در طول عمر خود بیشتر می‌جنگد و درگیری این جنس معمولاً آثار جدی‌تری در پی دارد. گربه ماده معمولاً به خاطر دفاع از قلمرو یا بچه‌های خود می‌جنگد.

### بازی
گربه‌های خانگی و مخصوصاً بچه گربه‌ها به‌خاطر علاقهٔ زیاد به بازی کردن، پرآوازه‌اند. این نوع بازی کردن نوعی تمرین و تقلید روش‌های شکار و دفاع است که می‌تواند تمرین خوبی برای بچه گربه‌ها باشد. بسیاری از گربه‌ها از بازی کردن با نخ یا ریسمان و کشیدن آن بر روی زمین لذت می‌برند. این خصوصیت در پویانمایی‌ها زیاد به نمایش در می‌آید. این علاقه احتمالاً با غریزهٔ شکار در این حیوان رابطه دارد. البته خورده شدن نخ یا کلاف به‌وسیلهٔ گربه می‌تواند موجب مشکلات گوارشی یا حتی مرگ شود. به همین دلیل در برخی از موارد برای جلوگیری از خطرات احتمالی به‌جای نخ، از پرتو لیزر برای بازی کردن گربه استفاده می‌شود. البته برخی عقیده دارند که این پرتوها می‌توانند برای چشم گربه مضر باشد. اما تاکنون مدرک قطعی که چنین ادعایی را اثبات کند ارائه نشده است.

### شکار

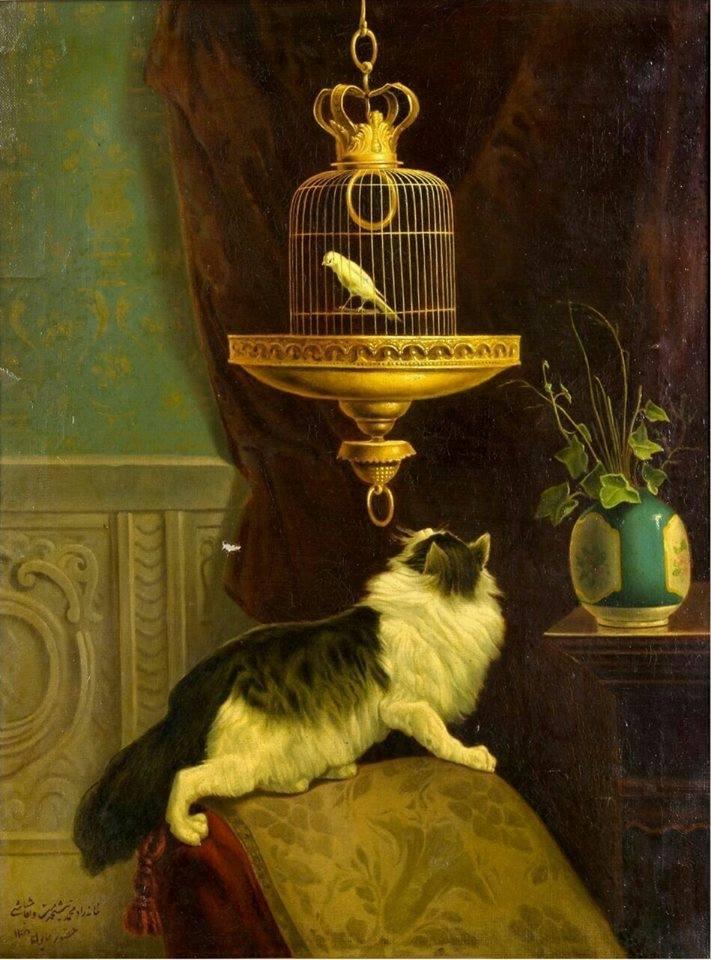
نقاشی گربه و قفس قناری اثر کمال‌الملک

در رژیم غذایی گربه، گوشت نقش اصلی را ایفا می‌کند و این احتمالاً دلیل تخصص ویژه گربه‌ها در شکار است. به‌طوری‌که شکار جزء اصلی الگوی رفتاری گربه‌هاست. گربه مانند دیگر گربه‌سانان، شکارچی قهاری است و پیش از حمله به خوبی مخفی شده و بی‌حرکت می‌ماند و در هنگام حمله، گردن طعمه را برای گازگرفتن نشانه می‌گیرد. او برای وارد کردن بیشترین آسیب از دندان نیش خود استفاده می‌کند که موجب پارگی شاهرگ گردنی یا خفگی بر اثر گرفتگی نای خواهد شد.

یکی از رفتارهای نسبتاً شناخته شده در شکار گربه، نشان دادن طعمه یا شکار به انسان یا همان نگه‌دارنده گربه است. انگیزه این کار دقیقاً مشخص نیست. اما ممکن است به این دلیل باشد که گربه در این وضعیت به خاطر موفقیتش انتظار پاداش دارد. یکی از نظریاتی که در این مورد ارائه شده این رفتار گربه را بخشی از یک مکانیسم رفتاری می‌داند. بدین ترتیب که گربه انسان را بخشی از گروه اجتماعی خود می‌داند و بدین ترتیب می‌خواهد. باقی‌مانده غذای خود را با دیگر اعضای گروه شریک شود. یک احتمال دیگر برای توجیه این رفتار می‌تواند به این صورت باشد که بچه گربه برای اثبات مهارت‌های شکار خود طعمه شکار شده را به مادر خود نشان می‌دهد. 

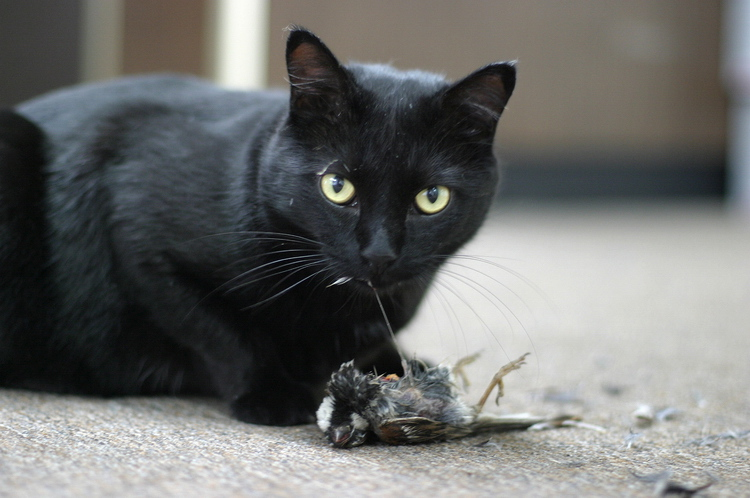
یک گربهٔ خانگی در حال خوردن طعمه

### تمیزکاری
گربه‌ها توجه زیادی به پاکیزگی دارند. آن‌ها با به‌کارگیری لثه خمیده و بزاق دهانشان با لیسیدن موها، خود را می‌آرایند؛ زیرا آب دهان گربه، قدرت شویندگی و بوزدایی زیادی دارد. بسیاری از گربه‌ها تمیز شدن توسط انسان یا دیگر گربه‌ها را دوست دارند. گاهی هدف از آراستن پیامی است که گربه با آن قصد بالا بردن رتبه خود در گروه را اعلام می‌کند (آراستن برای سلطه‌گری).
گاهی برخی از گربه‌ها گلوله‌ای از موهایی که در اثر عمل پاک‌سازی در معده‌شان جمع شده است را برمی‌گردانند. گربه‌های بلند مو، نسبت به گربه‌های کوتاه مو تمایل بیشتر به تمیزکاری دارند. با خوراندن داروها و غذاهای گربه که دفع گلوله‌های مو را برای گربه راحت‌تر می‌کند و آراستن گربه با شانه مرتب موهای او می‌توان از این عمل جلوگیری کرد.

### خراشیدن
گربه‌ها به‌طور طبیعی تحریک می‌شوند که مرتباً پنجه‌های جلوییشان را به سطوح مناسب قلاب کنند و پنجه‌های عقبی را بکشند، تا آن‌ها را تمیز کنند و پوشش فرسودهٔ بیرونی آن را از بین ببرند و همچنین نرمشی به ماهیچه‌هایشان بدهند. به‌نظر می‌آید خراشیدن برای آن‌ها لذت‌بخش باشد. حتی گربه‌های بدون ناخن هم حرکات خراشیدن را انجام می‌دهند و این به آن‌ها رضایت می‌بخشد، اگرچه نتیجه خاصی ندارد.

### تولید مثل
گربهٔ ماده در حدود ۶ تا ۷ ماهگی به سن بلوغ می‌رسد و از این سن به بعد آن‌ها چندین بار در سال فحل می‌شوند. بارداری گربهٔ ماده در سن کمتر از یک سال مناسب نیست زیرا گربه هنوز جثهٔ لازم را پیدا نکرده است. گربهٔ ماده تا ۸ سالگی و نر تا ۱۰ سالگی توانایی جفت‌گیری دارند.
فاصله فحلی گربه حدود ۳ تا ۴ هفته است. گربه‌ها در این دوران به حالت پذیرش جنسی در می‌آیند. گربه‌های نر کمی دیرتر به‌طور میانگین در ۱۱ ماهگی به سن بلوغ می‌رسند. گربهٔ ماده ۲ بار در سال می‌تواند زایمان کند. حالت فحلی او در هر فصل چندین بار تکرار شده تا جفت‌گیری انجام شود. در زمان فحلی، گربهٔ ماده بی‌قرار بوده و پر سرو صدا می‌شود. گربه مادهٔ تنها در پاسخ به عمل جفت‌گیری، تخمک‌گذاری را انجام می‌دهد.

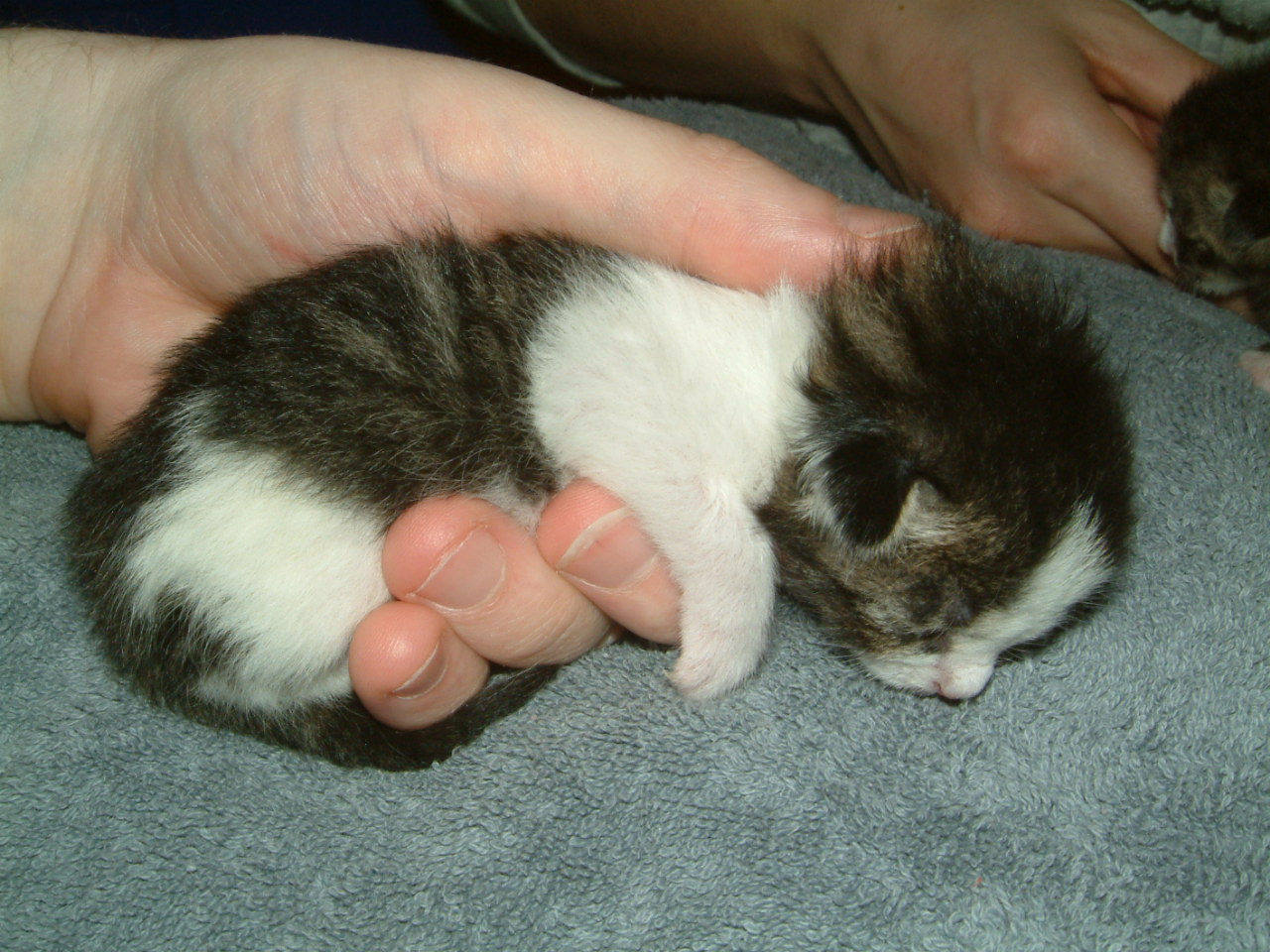
بچه‌گربهٔ سه‌روزه

پس از پایان آمیزش جنسی، جنس نر بلافاصله از گربهٔ ماده دور می‌شود؛ زیرا در غیر این‌صورت مورد حمله گربهٔ ماده قرار خواهد گرفت. در این هنگام گربهٔ ماده روی زمین غلتیده، دهان، بینی و اطراف صورت خود را به زمین می‌مالد و در مواقعی پاها و بدن و دستگاه تناسلی خود را می‌لیسد. پس از یکبار عمل جنسی بیشتر گربه‌های نر، دیگر میلی به تکرار آمیزش جنسی ندارند؛ ولی گاهی دیده شده که پس از چند دقیقه دوباره گربه نر در آمیزش جنسی شرکت کرده است. پس از انجام عمل جنسی و در صورت سالم بودن گربه ماده و بارور شدن آن، وی دیگر فحل نخواهد شد و این خود تأییدی بر موفقیت‌آمیز بودن عمل جنسی و بارداری گربه ماده است. طول مدت بارداری در گربه به‌طور میانگین ۶۵ روز است. پس از بارداری، معمولاً سر پستان‌ها به رنگ قرمز در می‌آیند. این حالت تقریباً در هفته سوم بارداری بارزتر است. در این زمان وزن آن‌ها ممکن است تا حدود ۲ کیلوگرم افزایش یابد. در این هنگام تغییری در رفتار گربه ماده دیده می‌شود که از آن به عنوان رفتار مادری یاد می‌شود. این رفتار مادری از لحظه‌ای که بچه گربه در شکم مادر احساس می‌شود، آغاز می‌شود. گربه ماده با علاقه خاصی از جنین‌های خود حمایت می‌کند. آن‌ها در مراحل اولیه نیاز چندانی به مراقبت‌های غذایی و حمایت‌های دیگر ندارند. با این حال در هفته‌های آخر که رشد جنین‌ها سرعت بیشتری به خود می‌گیرد اشتهای مادر افزایش می‌یابد.
گربه ماده در موقع زایمان حرکاتی به شکم خود داده و این عمل وی که از رفتار و محبت مادری منشأ می‌گیرد عبور جنین را از مجرای رحمی آسان می‌سازد. با خروج کیسه آمنیوتیک و پاره شدن آن و ریختن مایع آمنیوتیک، گربه ماده شروع به لیسیدن بچه‌های خود می‌کند. این کار باعث تحریک سیستم تنفسی بچه‌ها می‌شود. سپس گربه با علاقه و دقت خاصی بند ناف بچه گربه‌ها را قطع کرده و آن‌ها را می‌بلعد. به‌طور میانگین گربه ماده ۴ عدد بچه گربه به دنیا می‌آورد که چشمانشان بسته است.
وزن بچه‌گربه در هنگام تولد بین ۹۰–۱۴۰ گرم بوده و معمولاً هر هفته حدود ۸۰–۱۰۰ گرم در هفته است. در هفته اول، نوزادان تنها توانایی مکیدن سینه مادر، خزیدن و میو کردن را دارند. در صورت خوردن شیر کافی و فراهم بودن جای مناسب و گرم، بچه‌ها اغلب ساکت یا خواب هستند. در حدود ۱۰ روزگی چشم‌های بچه گربه باز شده و در حدود ۲۰ روزگی می‌توانند با زبان نیز شیر بنوشند. در هفته چهارم همراه شیر مادر می‌توان به بچه‌ها شیر و غذای نرم نیز داد. ذکر شود که حتماً باید تا ۲ ماهگی به بچه گربه شیر خوراند.

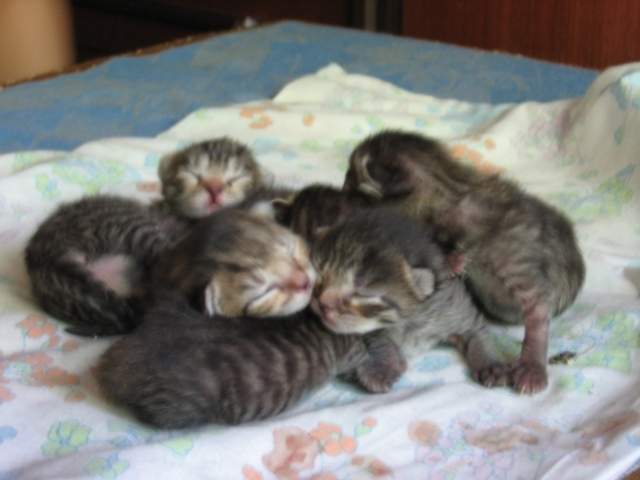
بچه گربه‌های پنج‌روزه

### نشانه‌گذاری
افشانه کردن گربه‌ها که به آن نشانه‌گذاری نیز گفته می‌شود، پاشیدن مقدار کمی از ادرار روی سطوح عمودی مثل مبلمان، راهرو و دیوار است. بدین‌صورت که گربه به محل مورد نظر رفته دم را تکان داده و با کمی خم شدگی یا بدون قوز کردن ادرار را می‌پاشد.
همان‌طور که از نام نشانه‌گذاری بر می‌آید این عمل یک اختلال محسوب نمی‌شود. بلکه رفتاری برای پیغام دادن به دیگر گربه‌ها است. این رفتار بیشتر در گربه‌های نر اخته نشده‌ای دیده می‌شود که به بلوغ جنسی رسیده و سن آن‌ها معمولاً بین ۵ تا ۱۲ ماهگی باشد. البته این بازه نیز به عوامل مختلفی بستگی دارد. برای نمونه، گربه‌هایی که در خانواده‌های شلوغ (دارای تعداد زیادی گربه) زندگی می‌کنند یا آن‌ها که با گربه‌های دیگر بیشتر ارتباط دارند زودتر نشانگذاری را نشان می‌دهند. نشانه‌گذاری بیشتر اوقات مربوط به تعیین قلمرو است که البته می‌تواند با استرس نیز مرتبط باشد. اخته کردن یا عقیم کردن بچه گربه می‌تواند از مشکلات بعدی نشانه‌گذاری جلوگیری کنند.
گربه‌های خانواده‌های پرجمعیت مشکلات بیشتری نسبت به گربه‌های تنها دارند چرا که بعدها در تعیین قلمرو با مشکل مواجه می‌شوند. در کشورهایی که نگهداری از گربه متداول‌تر است، گاهی مشکلات مربوط به نشانه‌گذاری منجر به از بین بردن یا واگذار کردن این حیوانات می‌شود. نشانه‌گذاری اصولاً یک سیستم ارتباطی محسوب می‌شود. چرا که ادرار گربه حاوی فرومون است و به ویژه در زمان جفت‌گیری پیام‌های مخصوصی را به دیگر گربه‌ها انتقال می‌دهد.
نشانه‌گذاری در گربه نر نمادی از تعیین محدوده نیز است. نشانه‌ای که به دیگر گربه‌های نر می‌فهماند این محوطه قلمروی اوست. این بو در گربه نر سالم منحصر به فرد است. گربه‌ای که تحت شرایط استرس‌زا باشد نیز برای نشانه‌گذاری محل افشانه می‌کند. این تعیین مرز و حدود بخش مهمی از رفتار در گربه‌ها به حساب می‌آید.

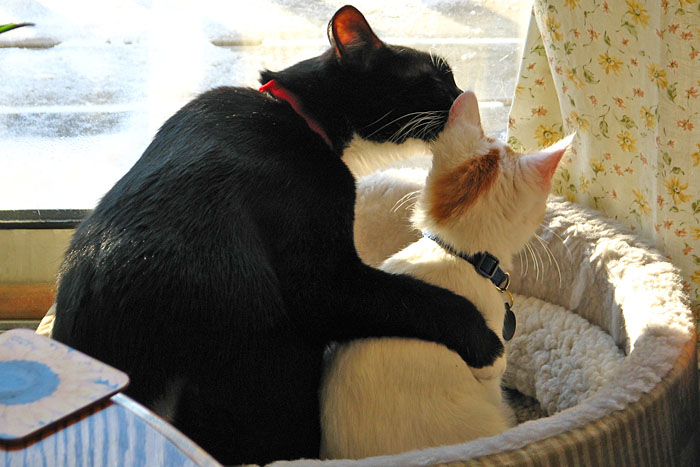
رفتار اجتماعی در گربه‌ها

رفتار نشانه‌گذاری نه تنها در گربه‌های نر بلکه در گربه‌های ماده و حتی گربه‌هایی که عقیم شده‌اند نیز دیده می‌شود. هرچند در گربه‌های نر اخته نشده بیشتر مورد توجه است. البته در گربه‌های ماده معمولاً برای جذب جفت نر یا در اثر اضطراب ایجاد می‌شود.

### غذا خوردن
گربه‌ها بیش از هشتاد نوع موجود زنده را شکار می‌کنند. بیشتر گربه‌ها جانوران کوچک‌تر از خودشان را می‌خورند. گربه‌های بزرگ حتی خرگوش هم می‌خورند. علاقه اصلی آن‌ها پرندگان، موشها، موش صحرایی، خرگوش، سنجاب، کژدمهای کوچک، سوسک، ملخ، پرندگان و سایر حیوانات کوچک است.
محققان با بررسی ۲۱ هزار رکوردی که در بیمارستان حیوانات وحشی ثبت شده بود دریافتند که ۱۴ درصد آن‌ها از حملات گربه‌ها صدمه دیده‌اند. از حیوانات صدمه دیده، ۸۰ درصد پرنده و ۷۰ درصد پستاندار بودند که پس از صدمه دیدن زنده نماندند.

### تحمل گرما
گربه‌ها به آفتاب علاقهٔ زیادی دارند و در روزهای آفتابی در زیر آفتاب می‌خوابند. بدن گربه توانایی تحمل دمای تا ۴۴ درجهٔ سلسیوس را دارد. گربه‌هایی که پوست ضخیمی دارند تا ۵۲ درجه را هم تحمل می‌کنند و اگر دما از ۳۹ درجهٔ سلسیوس بیشتر شود عرق می‌کنند.

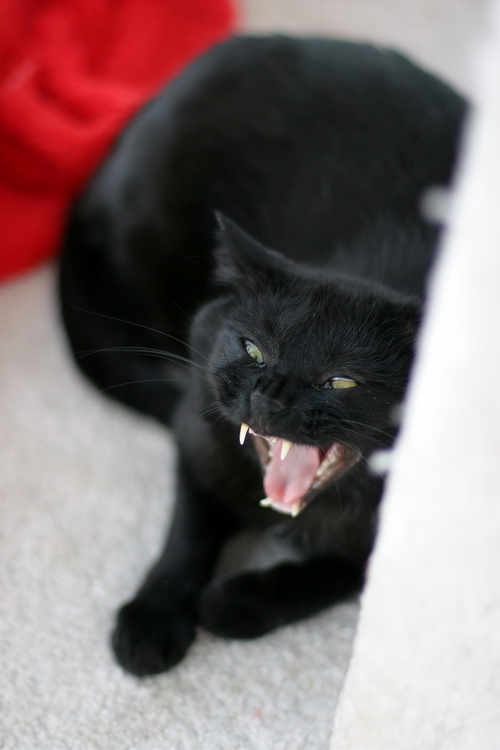
تصویر یک گربه در حال خمیازه کشیدن

## نژادهای گربه
سازمان‌ها و انجمن‌های مختلفی در جهان به طبقه‌بندی گربه‌ها و بررسی نژادی آن‌ها می‌پردازند. تا سال ۲۰۱۹، اتحادیه بین‌المللی گربه‌ها (TICA) تعداد ۷۱ نژاد استاندارد را به رسمیت شناخته است. انجمن علاقه‌مندان گربه (CFA) تعداد ۴۴ نژاد و فدراسیون بین‌المللی گربه‌ها (FIFe) تعداد ۴۳ نژاد را به‌شمار می‌آورند.
- گربه رمیده
- گربه وحشی
- گربه منکس
- اوسی کت
- گربه هیمالین
- گربه ایرانی
- گربه بنگال
- گربه آنقره[۱۰۰]
- گربه سیامی
- گربه حبشی
- گربه برمه‌ای
- گربه آشرا
- گربه ساوانا
- گربه رگدال
- جاپانیز باب تیل
- گربه موکوتاه بریتانیایی
- آمریکن شورت هیر
- گربه بیرمن
- اسکاتیش فولد
- گربهٔ بی‌مو
- گربه بمبئی
- مائو عربی
- گربه تیفانی
- گربه اسنوشو
- گربه آسیایی

## طول عمر و بیماری‌ها

### طول عمر
میانگین طول عمر گربه‌های خانگی در دهه‌های اخیر افزایش یافته است. این میزان در اوایل دههٔ ۱۹۸۰، حدود هفت سال بود که در سال ۱۹۹۵ به ۹٫۴ سال و در سال ۲۰۲۱ به حدود ۱۵ سال افزایش یافت. برخی از گربه‌ها در شرایط مناسب تا ۳۰ سالگی زنده می‌مانند. بیشترین سن ثبت‌شده از یک گربهٔ خانگی مربوط به گربه‌ای به نام کرم پاف با ۳۸ سال سن بوده است.
عقیم‌سازی گربه‌ها نرخ امید به زندگی آن‌ها را افزایش می‌دهد. پژوهش‌ها نشان می‌دهند که گربه‌های نر عقیم‌شده، دو برابر نرهای دیگر عمر می‌کنند. همچنین گربه‌های مادهٔ عقیم‌شده ۶۲ درصد بیشتر از ماده‌های دیگر عمر می‌کنند. عقیم‌سازی گربه‌ها همچنین دارای فوایدی برای سلامتی حیوان هستند و باعث جلوگیری از ابتلا به سرطان بیضه در نرها و پیشگیری از سرطان‌های رحم و تخمدان شده و ریسک ابتلا به سرطان پستان و تومورهای پستانی در هر دو جنس، کاهش می‌یابد.

### بیماری‌ها
حدود ۲۵۰ اختلال ژنتیکی ارثی در گربه‌ها شناسایی شده است که بسیاری از آن‌ها مشابه خطاهای مادرزادی متابولیسمی در انسان هستند. بسیاری از این بیماری‌ها با استفاده از آزمایش‌های ژنتیکی رایج برای بیماری‌های انسانی، قایل بررسی هستند. برخی از انواع بیماری‌ها که گربه‌های خانگی را تحت تأثیر قرار می‌دهند عبارت‌اند از عفونت‌ها، بیماری‌های انگلی و بیماری‌های مزمن مانند بیماری‌های کلیوی، اختلالات تیروئید و التهاب مفاصل.
گربه‌ها می‌توانند به ویروس‌ها، باکتری‌ها، قارچ‌ها، تک‌یاخته‌ها، بندپایان آلوده شده و برخی از آن‌ها را به انسان منتقل کنند. احتمال این‌که فرد بیمار شود به سن و وضعیت ایمنی فرد بستگی دارد. برخی از عفونت‌های مهم قابل انتقال به انسان شامل سالمونلا، بیماری خراش گربه و توکسوپلاسموز است.

## تعامل با انسان
رفتار گربه‌ها با انسان‌ها می‌تواند کاملاً محبت‌آمیز باشد. مخصوصاً زمانی که گربه از بچگی با انسان بزرگ و همیشه با او رفتار خوبی شده باشد. برخی گونه‌ها مانند گربه بنگال، اوسی کت و گربه منکس به‌طور غریزی بسیار اجتماعی هستند.

### جامعه‌پذیری

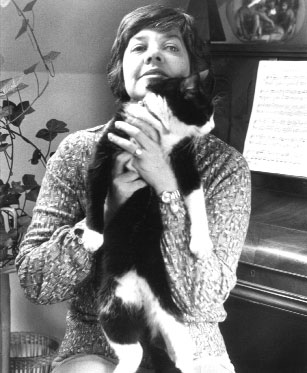
ماریا النا والش و گربه خانگی‌اش

رفتار اجتماعی گربه‌های خانگی در طیف گسترده‌ای قرار می‌گیرد، برخی از آن‌ها به‌صورت منفرد زندگی می‌کنند، در حالی که برخی دیگر در گروه‌های بزرگ‌تر قرار دارند. هر گربه در یک محدوده قلمرو مجزایی دارد. در این قلمروها، نرهای فعال جنسی که بزرگ‌ترین قلمروها را دارند، ممکن است با چندین قلمرو گربه‌های ماده نیز همپوشانی داشته باشد. گربه‌ها با پاشیدن ادرار، مالش اشیاء و با ترشحات غدد صورت، و نیز با دفع مدفوع قلمروی خود را مشخص می‌کنند.
زندگی در نزدیکی انسان برای گربه (و دیگر موجوداتی که با انسان زندگی می‌کنند) کاملاً به‌صورت یک همزیستی درآمده و این نتیجه هزاران سال تکامل تدریجی این حیوان است. با این حال اجتماع‌پذیری گربه به ندرت به نژادهای وحشی این حیوان منتقل شده است.
گذشته از اجتماع‌پذیری کلی گربه، گربه‌هایی هم هستند که به‌سختی می‌توان آن‌ها را اجتماعی دانست. با این حال با آموزش‌های مناسب و تقویت رفتارهای اجتماعی مثبت، می‌توان در طول زمان، رفتارهای اجتماعی گربه را افزایش داد.

### در تاریخ و افسانه‌ها
در مصر باستان، گربه‌ها را می‌پرستیدند و الههٔ باستت اغلب به‌شکل یک گربه و گاهی در حالت حمله مانند یک شیر ماده به تصویر کشیده می‌شد. مورخ یونانی هرودوت گزارش می‌دهد که کشتن گربه در مصر ممنوع بوده و هنگامی که یک گربهٔ خانگی می‌مرد، تمام خانواده برای او عزاداری کرده و ابروهای خود را می‌تراشیدند. خانواده‌ها گربه‌های مردهٔ خود را به شهر مقدس بسطه برده و آن‌ها را مومیایی کرده و در انبارهای مقدس دفن کردند. هرودوت از دیدن گربه‌های خانگی در مصر ابراز شگفتی کرده، زیرا او تا پیش از رفتن به مصر، تنها گربه‌های وحشی را دیده بود.
در مجموعه آرامگاه تتی، اشیای بسیاری که پیشکش شاه به خدای گربه‌سان بوده‌اند پیدا شده. در گورستان سقاره نیز هنوز هزاران مومیایی گربه که توسط پیروان آیین باستت به خاک سپرده شده‌اند، وجود دارد.
چندین دین باستانی معتقد بودند که گربه‌ها روح‌های متعالی، همراهان یا راهنمای انسان‌ها هستند، که همه چیز را می‌دانند اما لال هستند و نمی‌توانند بر تصمیم‌گیری‌های انسان‌ها تأثیر بگذارند. در ژاپن، گربه نماد خوش‌شانسی است. در اساطیر نورس، فریا، الههٔ عشق، زیبایی و باروری، سوار بر ارابه‌ای که توسط گربه‌ها کشیده می‌شود، به تصویر کشیده می‌شود. اگرچه هیچ جانوری در اسلام مقدس نیست، گربه‌ها مورد احترام مسلمانان هستند. برخی از نویسندگان غربی بیان کرده‌اند که محمد گربهٔ مورد علاقه‌ای به‌نام معزا داشته است.